# Домино, Фэтс
Фэтс Домино (англ. Fats Domino — «толстяк Домино»), настоящее имя Антуан Доминик Домино, фр. Antoine Dominique Domino; 26 февраля 1928, Новый Орлеан, Луизиана, США — 24 октября 2017, Харви, Луизиана, США) — американский пианист и вокалист, один из родоначальников рок-н-ролла. Обладатель почётной награды Grammy Lifetime Achievement Award (1987) и один из величайших музыкантов эпохи рок-н-ролла по версии журнала Rolling Stone.

## Биография
Антуан Доминик начал играть на пианино в 7 лет. Свой собственный стиль музыкант вырабатывал под
влиянием пианистов Альберта Аммонса, Мид Лю Льюиса и Литтл Уилли Литтлфилда, игравших в послевоенные годы в стиле буги-вуги.
В 1949 году, уже под сценическим именем Фэтс (Толстяк), Домино записал первый сингл — The Fat Man.
В это же время руководитель фирмы грамзаписи познакомил Домино с Дэйвом Бартоломью, музыкантом, аранжировщиком и композитором, уже несколько лет игравшим джаз и буги-вуги в Новом Орлеане. Именно Дэйв Бартоломью был композитором и продюсером большинства хитов Домино.
В сотрудничестве с профессиональными музыкантами Ли Алленом (тенор-саксофон), Элвином Тайлером (баритон-саксофон) и барабанщиком Эрлом Палмером Домино и Бартоломью заложили основы новоорлеанского ритм-н-блюза. В середине 1950-х годов несколько записей с этими музыкантами сделал Литтл Ричард. Композиция «The Fat Man» была распродана в 1950 году тиражом свыше миллиона экземпляров и привлекла всеобщее внимание к добродушному толстяку с забавным южным акцентом. Эта песня до сих пор остается одним из основных соискателей титула первой рок-н-рольной записи.
До апреля 1955 года известность Фэтса была ограничена любителями ритм-н-блюза (около 10 композиций пробились в ритм-н-блюзовые чарты США). Афроамериканские исполнители в эпоху расовой сегрегации не были популярны у белого населения Америки. Именно первые музыканты, игравшие рок-н-ролл, — Фэтс Домино, Литтл Ричард, Элвис Пресли, Билл Хейли, положили начало стиранию границ в музыке для афро- и англо-американцев.

### Популярность
В апреле 1955 года фирма грамзаписи Imperial, с которой у Домино был контракт, выпустила сингл «Ain’t That a Shame», который стал популярным на национальном уровне. Летом 1955-го этот хит перепел популярный белый эстрадный певец Пэт Бун. Песня Домино заняла вершины американских чартов (в исполнении самого Фэтса композиция попала в них через год).
Шестьдесят шесть блюзовых и рок-н-рольных хитов Домино в технике страйд-пиано с вкраплениями буги-вуги отметили в чарте Billboard Hot 100, причем наиболее успешными были композиции «Ain’t That a Shame» (1955) и «Blueberry Hill» (1956, известна также в исполнении Луи Армстронга). В 1958—1960 годах тиражи пластинок Фэтса в США превышали тиражи Элвиса Пресли.

### 1960-е—2005
Последним хитом Фэтса Домино стала композиция «Heartbreak Hill», выпущенная в 1964 году. После этого в США в чарты Фэтс попадал лишь дважды — в 1968 году с кавером «Lady Madonna» Леннона и Маккартни и в 1981 году с «Whiskey Heaven».
В 1987 году Домино стал обладателем награды Grammy Lifetime Achievement Award. Журнал Rolling Stone называл Домино величайшим музыкантом эпохи рок-н-ролла.
В списке самых продаваемых исполнителей за всю историю музыки Фэтс Домино занимает 69 место. Тиражи его дисков приближаются к двумстам миллионам, переиздания и сборники выходят ежегодно. Песни Домино исполняли многие известные люди: так, в декабре 2010 года на благотворительном концерте в Санкт-Петербурге его песню «Blueberry Hill» исполнил премьер-министр России Владимир Путин
С 1970-х Фэтс выезжает из родного города, Нового Орлеана, где ему поставлен памятник, только на редкие концерты и юбилеи. Во время урагана «Катрина» в 2005 году он считался пропавшим без вести, и около его дома даже появилась траурная растяжка; впоследствии выяснилось, что музыкант был эвакуирован в ходе операции национальной службы береговой охраны.

### Последние годы и смерть
Несмотря на возраст, музыкант продолжал активную творческую деятельность. Свой последний концерт он дал в 2007 году.
Скончался 24 октября 2017 года на 90-м году жизни.

## Избранная дискография
- Rock and Rollin’ with Fats Domino (1955)